# George Rolleston
George Rolleston (30 juillet 1829 - 16 juin 1881) est un médecin et zoologiste britannique. Il est le premier professeur Linacre d'anatomie et de physiologie à être nommé à l'Université d'Oxford, poste qu'il occupe de 1860 jusqu'à sa mort en 1881. Rolleston, ami et protégé de Thomas Henry Huxley, est un biologiste de l'évolution.

## Biographie
Rolleston est né à Maltby Hall, près de Rotherham, dans le Yorkshire, en Angleterre. Il est le fils du Rév. George Rolleston (recteur et écuyer de Maltby) et Anne Nettleship ; son frère, William Rolleston (en), est un homme politique de premier plan en Nouvelle-Zélande.
Rolleston fait ses études à la Queen Elizabeth's Grammar School de Gainsborough, à l'École collégiale de Sheffield, au Pembroke College, Oxford et au St Bartholomew's Hospital, Londres. Il obtient les diplômes de BA (1850, 1re classe), MA et MD. La même année, il entre au Pembroke College d'Oxford et suit une première classe de lettres classiques. Après avoir obtenu son diplôme de médecin, Rolleston devient membre du Pembroke College en 1851, occupant des postes au British Civil Hospital de Smyrne (pendant la guerre de Crimée) et assistant médecin au Children's Hospital de Londres (1857). Peu à peu, il s'intéresse davantage à la zoologie et consacre le reste de sa carrière à la zoologie et aux sciences humaines. Ses recherches portent sur l'anatomie comparée, la physiologie, la zoologie, l'archéologie et l'anthropologie. En 1860, il est élu à la nouvelle chaire Linacre d'anatomie et de physiologie, qu'il occupe jusqu'à sa mort. Il devient FRCP en 1859, est élu membre de la Royal Society le 5 juin 1862 et membre du Merton College d'Oxford en 1872. Il est membre du Conseil de l'Université d'Oxford, son représentant au Conseil médical général, et également un membre actif du Conseil local d'Oxford.
En 1861, Rolleston épouse Grace, fille de John Davy et nièce d'Humphry Davy, ils ont sept enfants. Ayant souffert d'une maladie rénale pendant plus d'un an, il meurt de convulsions urémiques à Oxford en 1881 et est enterré avec sa femme, décédée en 1914, au cimetière Holywell. Il va en Italie et en France pour se faire soigner, mais retourne en Angleterre une semaine avant sa mort après que son état ne se soit pas amélioré et qu'il ait découvert que Grace est gravement malade . Dans Qui pensez-vous être ?, son arrière-petit-fils Frank Gardner, tout en recherchant pourquoi son grand-père John Rolleston (le fils de George) était si réticent à propos de son enfance, découvre que Grace souffrait d'une dépression mentale après la mort de son mari et a été internée dans les asiles de Warneford et Chiswick et qu'un John, 13 ans, a été témoin de l'une des crises de sa mère.
Les archives anthropologiques de Rolleston se trouvent maintenant au musée Ashmolean, ainsi que le matériel archéologique résultant de ses fouilles. Un buste se trouve au musée d'histoire naturelle de l'université d'Oxford.
L'un de ses fils est Sir Humphry Rolleston, lui-même éminent médecin. Son arrière-petit-fils est le journaliste de la BBC Frank Gardner.

## Carrière

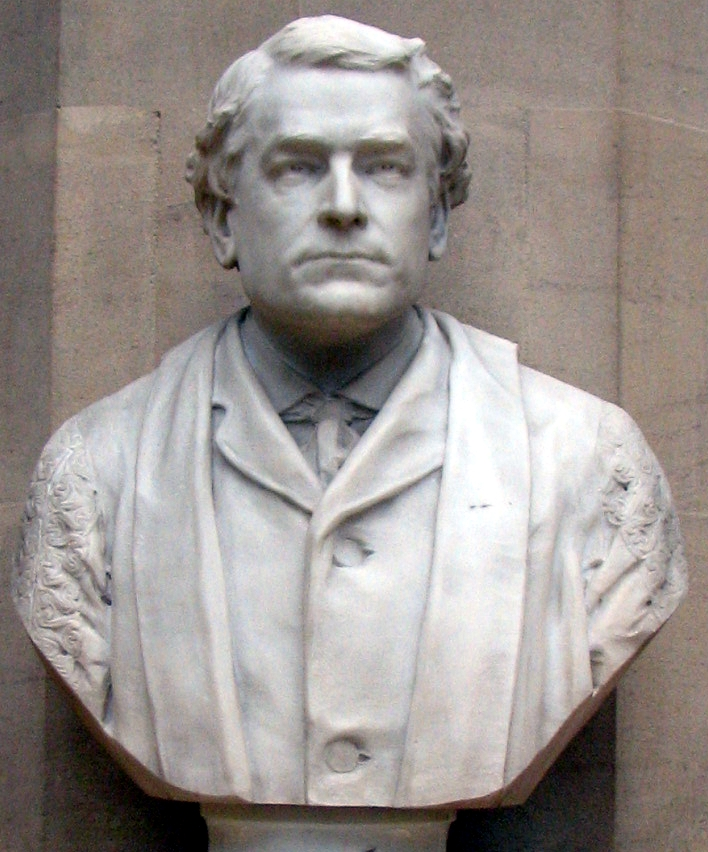
Buste de George Rolleston au Musée de l'Université d'Oxford.

En tant que zoologiste, Rolleston est un protégé de Thomas Henry Huxley et participe aux deux sessions critiques lors de la réunion de l'Association britannique de 1860 à Oxford. Rolleston est l'un des organisateurs de la réunion: il s'arrange pour que Huxley reste à Christ Church pendant la réunion et ait un crâne de crocodile dans la chambre de Huxley pour étude. Huxley joue un rôle déterminant dans la nomination de Rolleston à la présidence de Linacre cette année-là, le soutenant contre le candidat d'Owen. Rolleston lui écrit une lettre "vous ne le regretterez jamais".
En tant qu'expert du cerveau, Rolleston est présent le jeudi, lorsque Huxley nie l'affirmation d'Owen selon laquelle le cerveau humain a des parties que les singes n'ont pas, et de nouveau le samedi pour le débat sur Darwin, où son adversaire est l'évêque Samuel Wilberforce. Rolleston est un anglican, mais un libéral dans ses croyances religieuses, tout comme l'autre partisan de Huxley dans le débat sur le cerveau, William Henry Flower. Huxley organise son élection à la Royal Society, comme il l'a fait pour Flower ; et les deux hommes assurent la liaison entre le X-Club et la Royal Society.
Il est élu membre de la Société américaine de philosophie en 1869.